# Phytoliriomyza felti
Phytoliriomyza felti este o specie de muște din genul Phytoliriomyza, familia Agromyzidae. A fost descrisă pentru prima dată de Malloch în anul 1914. Conform Catalogue of Life specia Phytoliriomyza felti nu are subspecii cunoscute.